# کایل (تگزاس)
کایل، تگزاس(به انگلیسی: Kyle, Texas) شهری در ایالت تگزاس از ایالات جنوبی ایالات متحده آمریکا است. در سرشماری سال ۲۰۰۰، جمعیت این شهر ۲۶۱۰۳ نفر اعلام شد.